# بيل باتلر
بيل باتلر (بالإنجليزية: Bill Butler)‏ هو مصور سينمائي ومصور وموسيقي ومونتير وممثل أمريكي، ولد في 7 أبريل 1921 في الولايات المتحدة.

## أعمال

### أفلام
- (1973) لمسة من الرقي
- (1974) المحادثة
- (1975) الفك المفترس[11][12][13]
- (1976) أحمر الشفاه
- (1977) بذرة الشيطان
- (1978) غريس[14]
- (1979) روكي 2[15][16]
- (1982) روكي 3[17][18][19]
- (1985) روكي 4[20][21][22]
- (1988) لعبة طفل
- (1997) اناكوندا

## ترشيحات
- جائزة الأوسكار لأفضل تصوير سينمائي، عن عمل: أحدهم طار فوق عش الوقواق (1975)

## وصلات خارجية
- بيل باتلر على موقع IMDb (الإنجليزية)
- بيل باتلر على موقع ألو سيني (الفرنسية)
- بيل باتلر على موقع أول موفي (الإنجليزية)
- بيل باتلر على موقع قاعدة بيانات الأفلام السويدية (السويدية)
- بيل باتلر على موقع قاعدة بيانات الفيلم (الإنجليزية)
- بيل باتلر على موقع كينوبويسك (الروسية)